# Erdinger Glockengießerei
Die Erdinger Glockengießerei in der oberbayerischen Stadt Erding bestand von 1850 bis 1971. Geprägt wurde sie von der Erdinger Glockengießerfamilie Bachmair und Karl Czudnochowsky.

## Die Firma
Bronzeglocken aus dieser traditionsreichen Werkstatt waren in ganz Bayern bekannt; selbst in die Schweiz und nach Spanien wurden Glocken aus Erding geliefert. Nach dem Zweiten Weltkrieg erlebte die Gießerei eine Blütezeit, da fast jede Kirche neue Glocken brauchte. Auch die Münchener Frauenkirche erhielt eine Nachkriegsglocke.

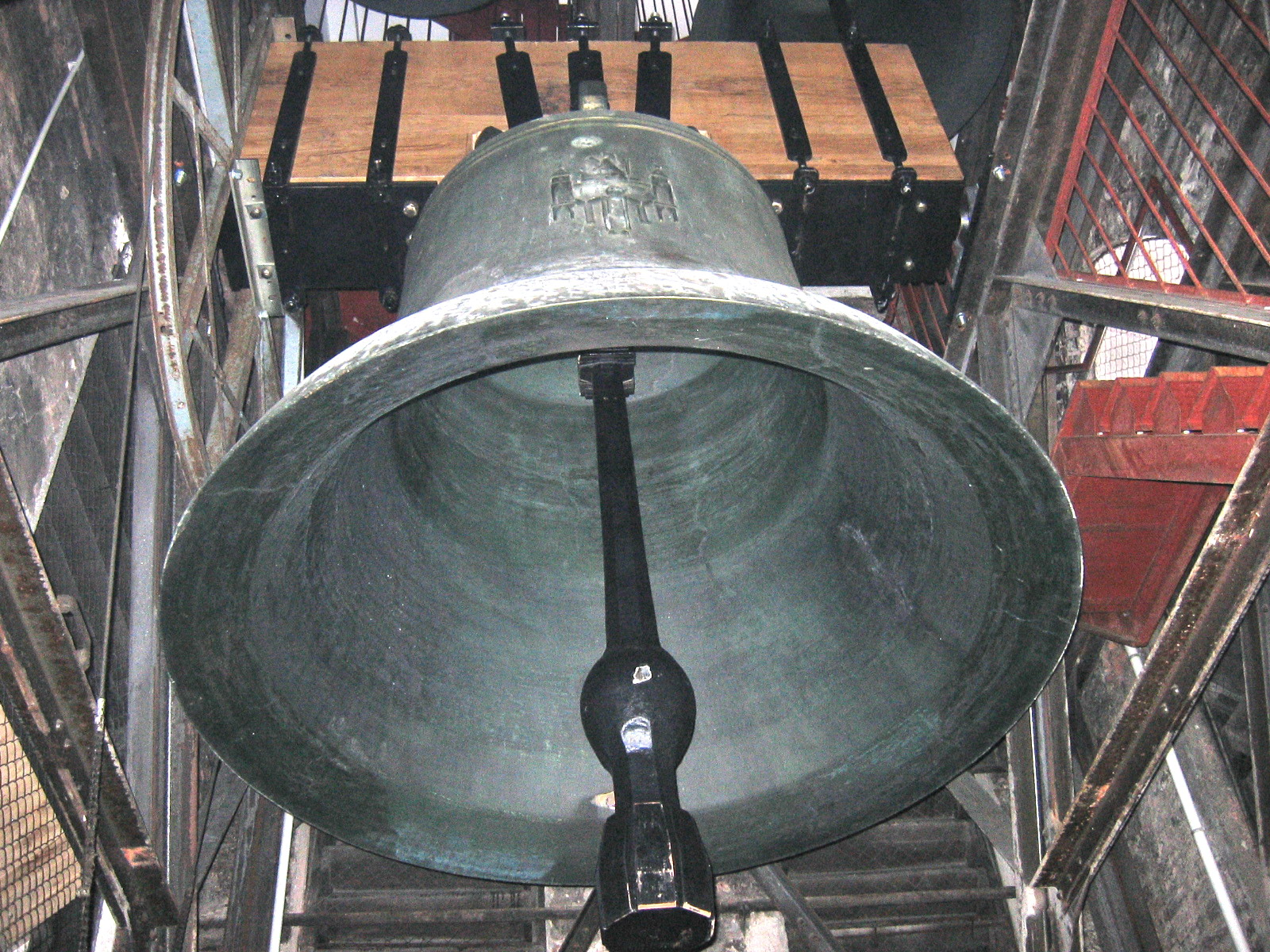
Jubiläumsglocke St. Peter, München

Das Meisterstück der Erdinger Glockengießerei ist die sieben Tonnen schwere Jubiläumsglocke der Stadt München aus dem Jahr 1958, die im Alten Peter hängt und  die Glocke mit dem zweittiefsten Ton in Bayern ist.
Das Museum Erding zeigt eine Dauerausstellung zur Erdinger Glockengießerei.

## Inhaber
1850 wurde die Glockengießerei  von Joseph Bachmair (1823–1873) am Standort des heutigen Museum Erding gegründet. Als im Antoniusheim an der Prielmayerstraße der Kindergarten einzog, verlegte Bachmair seine Werkstatt in die Spiegelgasse. Während seiner Schaffenszeit von 23 Jahren entstanden 214 Glocken.
1873 übernahm nach dem Tod von  Joseph Bachmair sein Sohn Anton Josef Bachmair (1851–1925), der 1879 am Herzoggraben 4 ein Wohnhaus mit Gießerei errichtete. Die Werkstatt lag am Fehlbach und war bis nach dem Zweiten Weltkrieg in Betrieb.
1912 übernahm sein Sohn Josef Bachmair der Jüngere (1885–1914). Er konnte nur 20 Glocken gießen, denn er starb als erster Erdinger im Ersten Weltkrieg. Nach dem Krieg führte Josefs Witwe den Betrieb weiter. Bis 1936 gingen etwa 120 Glocken aus der Werkstatt hervor.
1936 pachtete Karl Czudnochowsky (* 23. Januar 1900 in Enkenbach; † 19. Mai 1977 in Rottach-Egern) die Glockengießerei Bachmair, die er schließlich 1948 erwarb. Er hatte bei seinem Onkel Heinrich Ulrich (1876–1924) in der Glockengießerei in Apolda gelernt. Czudnochowsky schuf 7400 Glocken und beschäftigte bis zu 100 Mitarbeiter. Er begegnete dem Mangel an Bronze in der Nachkriegszeit, indem er als einziger Glockengießer 400 Glocken aus Euphon herstellte. Die Gießerei befand sich in der Melkstattstraße.
Nach der Schließung 1971 wurden viele Aufträge von der Passauer Glockengießerei Rudolf Perner übernommen.

## Besondere Glocken und Geläute

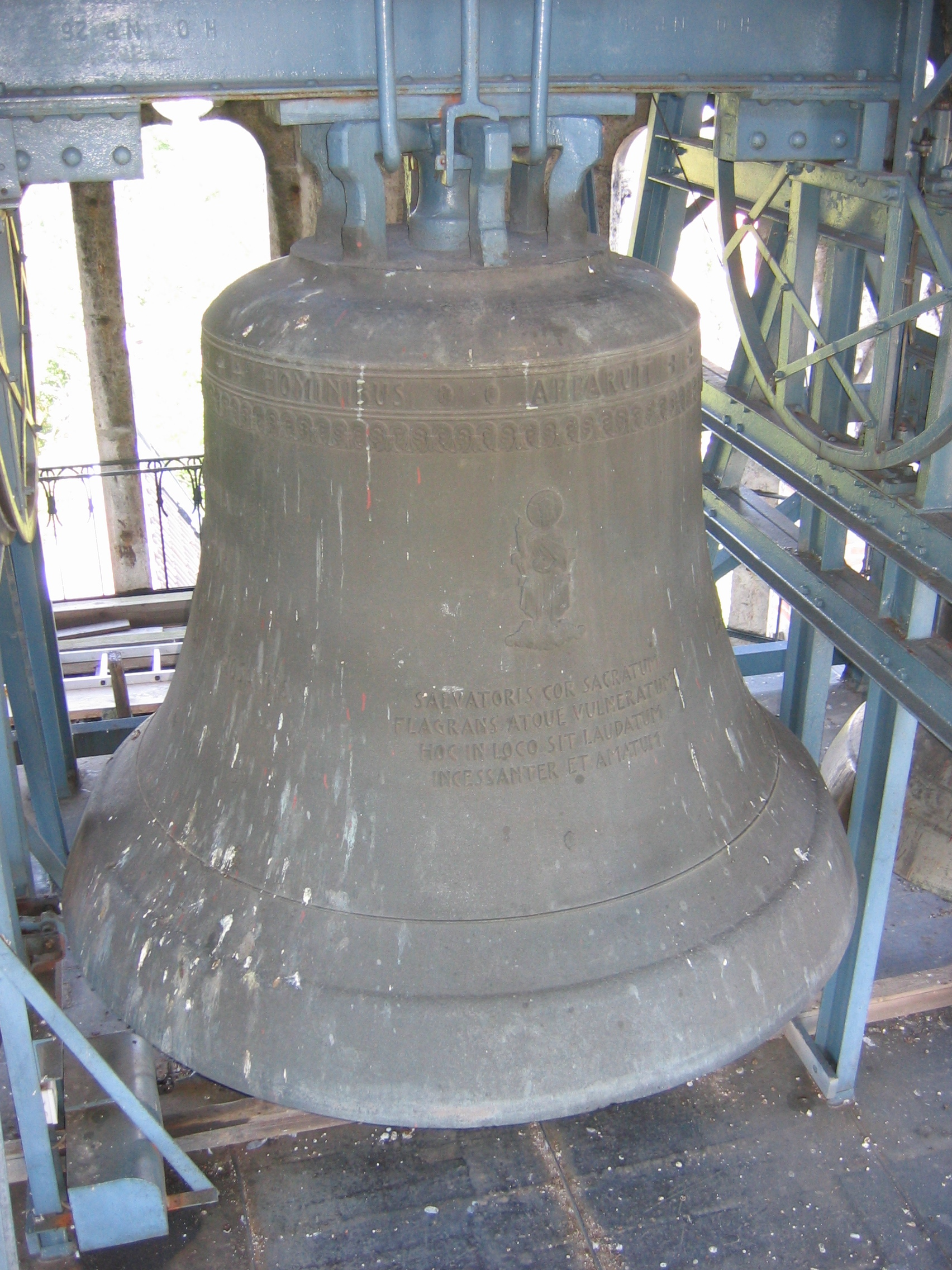
Die Hosanna oder Salvatorglocke in der Erzabtei Sankt Ottilien

- Jubiläumsglocke,[8] St. Peter in München, 7.000 kg,[9] Schlagton f0
- Santa Maria, Monestir Santa Maria de Montserrat, ca. 6.400 kg, Schlagton f0
- Festtagsglocke, Heilig Kreuz in Lachen SZ (Schweiz), 6.080 kg, Schlagton f0
- Salvator, Mariahilfkirche in München, 5.650 kg, Schlagton ges0
- Hosanna, Erzabtei St. Ottilien, 5.250 kg, Schlagton fis0
- Korbiniansglocke, St. Korbinian in München, 5.500 kg, Schlagton g0
- Hosanna, St. Paul in München, ca. 5.000 kg, Schlagton g0
- Marienglocke, Klosterkirche Andechs, ca. 4.300 kg, Schlagton as0
- acht Glocken (f0–a0–c1–d1–e1–[f1–]g1–a1–[b1–]c2), Monestir Santa Maria de Montserrat (Spanien)
- achtstimmiges Geläut (fis0–a0–h0–cis1–e1–fis1–gis1–h1), Erzabtei Sankt Ottilien
- siebenstimmiges Geläut (as0–c1–es1–f1–as1–b1–c2), St. Augustinus München-Trudering
- sechsstimmiges Geläut (h1–cis2–dis2–fis2–gis2–ais2), ev. Jesus-Christus-Kirche in Altenstadt an der Waldnaab

(Alle Glocken wurden in einer – für die Gießerei untypischen – überschweren Rippe gegossen)
- fünfstimmiges Geläut (ges0–b0–des1–es1–ges1), Mariahilfkirche München (Die Glocken besitzen Klöppelfänger)
- fünfstimmiges Geläut (a0–c1–d1–e1–g1) St. Franziskus in Wetzikon (Schweiz)

- fünfstimmiges Geläut (b0–d1–f1–g1–a1), Stadtpfarrkirche Mariä Himmelfahrt in Bad Tölz

- fünfstimmiges Geläut (b0–d1–f1–g1–b1), St. Johannes der Täufer in Wängi (Schweiz)
- fünfstimmiges Geläut (a0–c1–d1–e1–g1), St. Johann Baptist in Erding
- vierstimmiges Geläut (c1–f1–g1–b1), Ev. Kreuzkirche in Kassel-Vorderer Westen
- vier Glocken (f0–a0–[c1–]d1–[e1–]g1), Kath. Pfarrkirche in Lachen SZ (Schweiz)
- vier Glocken von 1952 in der katholischen Pfarrkirche St. Laurentius in Sommerau (Eschau), mit Schlagton – d – f – g – a –, ergeben den Spruch: „DEINEN FRIEDEN GIB ALLEN“. Das Geläute fällt in der Fachsprache unter die „harmonisch-melodischen Dispositionen“ – und wird als „Präfations-Motiv“ bezeichnet.[10]
- drei Glocken (a1–c2–d2), Te Deum Motiv, Kreuzerhöhungskirche in Daxberg
- drei Glocken (fis1–a1–h1), Te Deum Motiv, Ev. Zachäuskirche Gröbenzell bei München
- fünf Glocken (h°-e¹-gis¹-h¹-cis²) Kath. Pfarrkirche St. Peter u. Paul in Thierhaupten (ehemalige Klosterkirche, weitere Glocke mit Schlagton fis¹ von 1543)
- c''-Glocken St. Thomas, Friedrichshofen (Architekt: Theodor Steinhauser)[11]
- Glocken in der Pfarrkirche St. Sebastian in Ramsau bei Berchtesgaden, es¹ – g¹ – b¹ –c²
- Drei große Glocken von Schönau am Königssee, des¹ – f¹ – as¹
- Stift Berchtesgaden St. Andreas-Kirche e¹ – g¹ – a¹ – h¹
- Geläut der Filialkirche St. Michael Strub, c² – es²
- Geläut der Pfarrkirche Hl. Herz Jesu in Bischofswiesen es¹ – g¹ – b¹ – c²
- Stiftskirche St. Peter und Paul in Höglwörth, neue Glocke nach dem Krieg, h¹
- Pfarrkirche Anger, Glocken 2 e¹ und 3 fis¹.